# روبرتو مارتینس (بازیکن فوتبال، زاده ۱۹۴۶)
روبرتو مارتینس (اسپانیایی: Roberto Martínez‎؛ زادهٔ ۲۵ سپتامبر ۱۹۴۶) بازیکن فوتبال اهل آرژانتین بود.
از باشگاه‌هایی که در آن بازی کرده‌است می‌توان به باشگاه فوتبال اسپانیول، باشگاه فوتبال بانفیلد، و باشگاه فوتبال رئال مادرید اشاره کرد.
وی همچنین در تیم ملی فوتبال اسپانیا بازی کرده‌است.